# Віллоу (Аляска)
Віллоу (англ. Willow) — переписна місцевість (CDP) в США, в окрузі Матануска-Сусітна штату Аляска. Населення — 2196 осіб (2020).

## Географія
Віллоу розташований за координатами 61°48′45″ пн. ш. 149°51′22″ зх. д. / 61.81250° пн. ш. 149.85611° зх. д. (61.812523, -149.855994).  За даними Бюро перепису населення США в 2010 році переписна місцевість мала площу 1811,68 км², з яких 1789,42 км² — суходіл та 22,25 км² — водойми.

### Клімат
| Клімат : Віллоу | Клімат : Віллоу | Клімат : Віллоу | Клімат : Віллоу | Клімат : Віллоу | Клімат : Віллоу | Клімат : Віллоу | Клімат : Віллоу | Клімат : Віллоу | Клімат : Віллоу | Клімат : Віллоу | Клімат : Віллоу | Клімат : Віллоу | Клімат : Віллоу |
| Показник | Січ.            | Лют.            | Бер.            | Квіт.           | Трав.           | Черв.           | Лип.            | Серп.           | Вер.            | Жовт.           | Лист.           | Груд.           | Рік             |
| Середній максимум, °C | −8,9            | −4,4            | 1,7             | 7,2             | 14,4            | 18,3            | 20,0            | 18,3            | 13,3            | 3,9             | −5              | −8,3            | 5,9             |
| Середній мінімум, °C | −18,3           | −16,7           | −13,3           | −5              | 2,2             | 7,8             | 11,1            | 8,9             | 3,3             | −5,6            | −15             | −17,8           | −4,8            |
| Норма опадів, мм | 47              | 64              | 21              | 20              | 23              | 26              | 55              | 110             | 149             | 70              | 45              | 39              | 669             |
| --- | --------------- | --------------- | --------------- | --------------- | --------------- | --------------- | --------------- | --------------- | --------------- | --------------- | --------------- | --------------- | --------------- |
| Джерело: https://www.weatherforyou.com/reports/index.php?forecast=pass&pass=normals&zipcode=99688&place=willow&state=ak&country=us&hwvRMon=Jan |                 |                 |                 |                 |                 |                 |                 |                 |                 |                 |                 |                 |                 |

## Демографія
Згідно з переписом 2010 року, у переписній місцевості мешкали 2102 особи в 893 домогосподарствах у складі 572 родин. Густота населення становила 1 особа/км².  Було 1912 помешкання (1/км²).
Расовий склад населення:
| - 90,8 % — білих - 5,2 % — корінних американців - 0,8 % — азіатів - 0,1 % — вихідців з тихоокеанських островів |

До двох чи більше рас належало 2,9 %. Частка іспаномовних становила 1,3 % від усіх жителів.
За віковим діапазоном населення розподілялося таким чином: 20,9 % — особи молодші 18 років, 64,4 % — особи у віці 18—64 років, 14,7 % — особи у віці 65 років та старші. Медіана віку мешканця становила 46,4 року. На 100 осіб жіночої статі у переписній місцевості припадало 114,5 чоловіків;  на 100 жінок у віці від 18 років та старших — 115,1 чоловіків також старших 18 років.
Середній дохід на одне домашнє господарство  становив 76 711 долар США (медіана — 61 970), а середній дохід на одну сім'ю — 82 818 доларів (медіана — 67 500). Медіана доходів становила 60 600 доларів для чоловіків та 33 750 доларів для жінок. За межею бідності перебувало 13,4 % осіб, у тому числі 14,6 % дітей у віці до 18 років та 10,9 % осіб у віці 65 років та старших.
Цивільне працевлаштоване населення становило 884 особи. Основні галузі зайнятості: освіта, охорона здоров'я та соціальна допомога — 22,2 %, роздрібна торгівля — 22,1 %, мистецтво, розваги та відпочинок — 12,7 %, сільське господарство, лісництво, риболовля — 8,4 %.